# Nickelodeon (cinema)

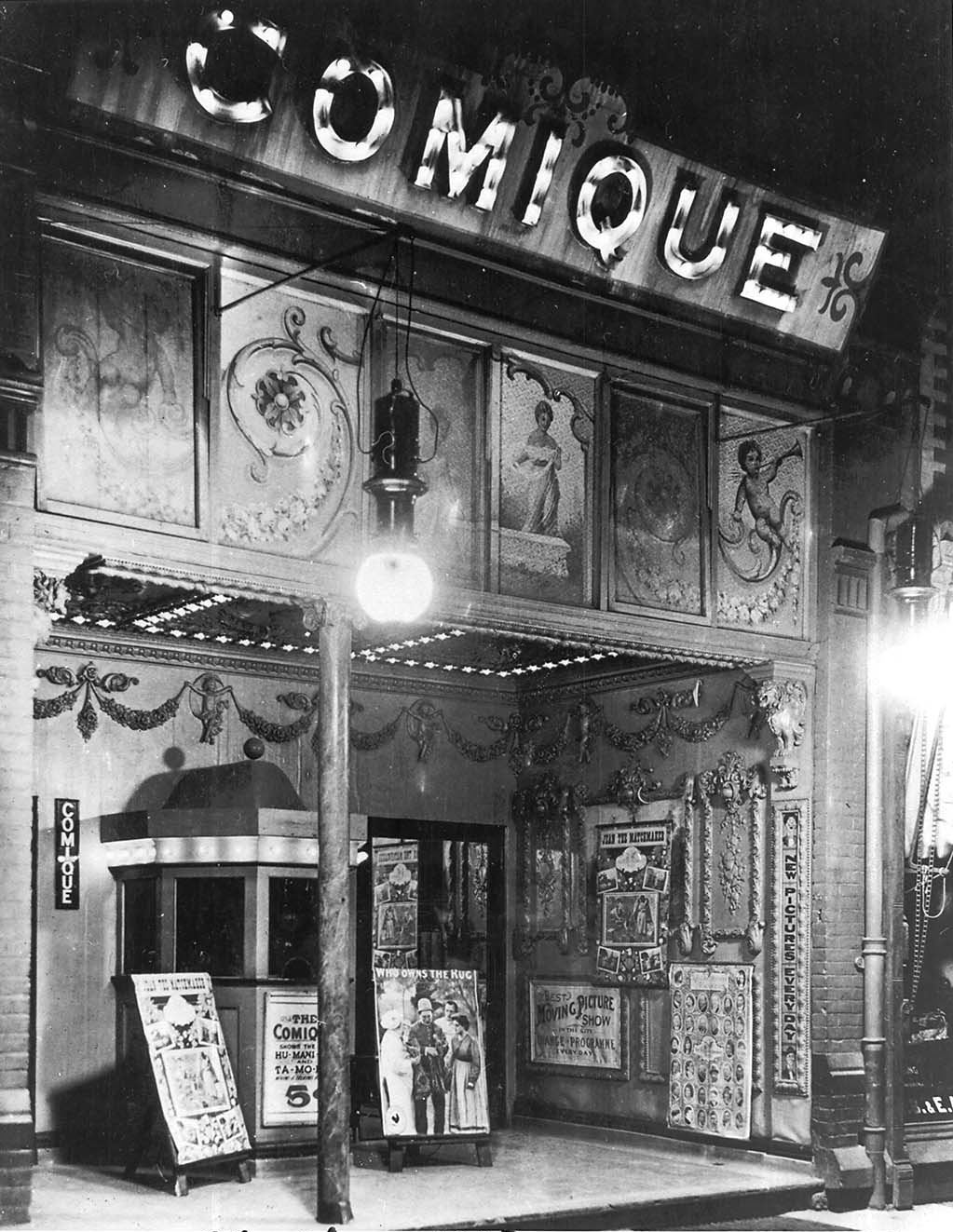
Uma sala nickelodeon Toronto, Ontario, Canada, cerca de 1910

Os Nickelodeons (do Inglês estadunidense: nickel = moeda de 5¢, Grego: Odeion = teatro coberto) constituíram um tipo de primitivas e pequenas salas de cinema do início do século XX. Em locais onde a concorrência fosse maior, era frequente disporem de um piano ou de um órgão, onde se tocava a música que o pianista ou organista julgasse apropriada para cada cena (por exemplo, ragtime clássico numa cena de perseguição, ou o que na altura era conhecido como música "Eliza-crossing-the-ice" durante os momentos mais assustadores).
O nome "Nickelodeon" foi inventado por Harry Davis e John P. Harris, que abriram a sua pequena sala com este nome na Smithfield Street em Pittsburgh em Junho de 1905. Ainda que não fosse a primeira sala especializada na exibição de filmes no mundo, Davis e Harris tiveram tal sucesso, que o seu conceito de sessões contínuas a cinco cêntimos rapidamente foi imitada por centenas de empresários, que copiaram também o nome original da sala.
Louis B. Mayer assistiu a este explodir de salas nickelodeon. Renovou o "Gem Theater" em Haverhill, convertendo-o num nickelodeon que abriu em 1907 com o nome "Orpheum Theater", e anunciou que seria o local de exibição das imagens animadas e canções ilustradas dos Irmãos Miles.
Os nickelodeons foram desaparecendo à medida que as cidades se expandiam e a indústria proporcionava a consolidação de salas de cinema maiores, mais confortáveis e mais adequadas à exibição dos filmes.

## Tipos de "imagens animadas" ("moving pictures")
Os nickelodeons exibiam filmes cuja duração variava entre os quinze e os vinte minutos, com uma grande variedade de estilos e temas, tais como narrativas curtas, "scenics" (imagens de todo o mundo a partir de comboios), "actualidades" (que precederiam os documentários), apresentações de dispositivos como suporte a canções ilustradas, apresentações de canções locais ou itinerantes, comédias, melodramas, problem plays (baseados em Shakespeare), sequências stop motion, eventos desportivos (por exemplo, o campeonato de pesos pesados Corbett-Fitzsimmons de 1897 ou o combate entre Jeffries-Sharkey, de 1899) e outros espectáculos que lhes permitiam competir com as casas de vaudeville.
Os títulos de alguns dos filmes apresentados em 1907 nos nickelodeons dos Irmãos Miles (Herbert and Harry) ajudam a ilustrar esta diversidade, como os que constam de um artigo de 1907 publicado no The Saturday Evening Post:
- Catch the Kid (realizado por Alf Collins; comédia)
- The Coroner's Mistake (conto de terror cómico)
- The Fatal Hand (realizado por J. H. Martin; drama)
- Johnny's Run (realizado por Frank Mottershaw; comédia)
- Knight-Errant (realizado por J. H. Martin; drama histórico)
- A Mother's Sin (realizado por J. H. Martin; drama)
- The Romany's Revenge (realizado por Frank Mottershaw; drama)
- Roof to Cellar (comédia)
- Sailor's Return (drama)
- Village Fire Brigade (realizado por James Williamson; comédia)
- Wizard's World (comédia)

Veja-se ainda outros filmes, de 1907, apresentados nos nickelodeons, dos Irmãos Miles:
- Anarchist's Mother-in-Law
- Boss Away, Choppers Play
- Cambridge-Oxford Race
- Cheekiest Man on Earth
- Female Wrestlers
- Great Lion Hunt
- Indian Basket Weavers
- Campeonato Internacional de pesos pesados: Squires vs. Burns
- Jim Jeffries on His California Ranch
- Life and Customs in India
- The Naval Nursery
- The Petticoat Regiment
- Shriners' Conclave at Los Angeles
- Squires, Australian Champion, in His Training Quarters
- That Awful Tooth
- The White Slave
- A Woman's Duel

## Declínio

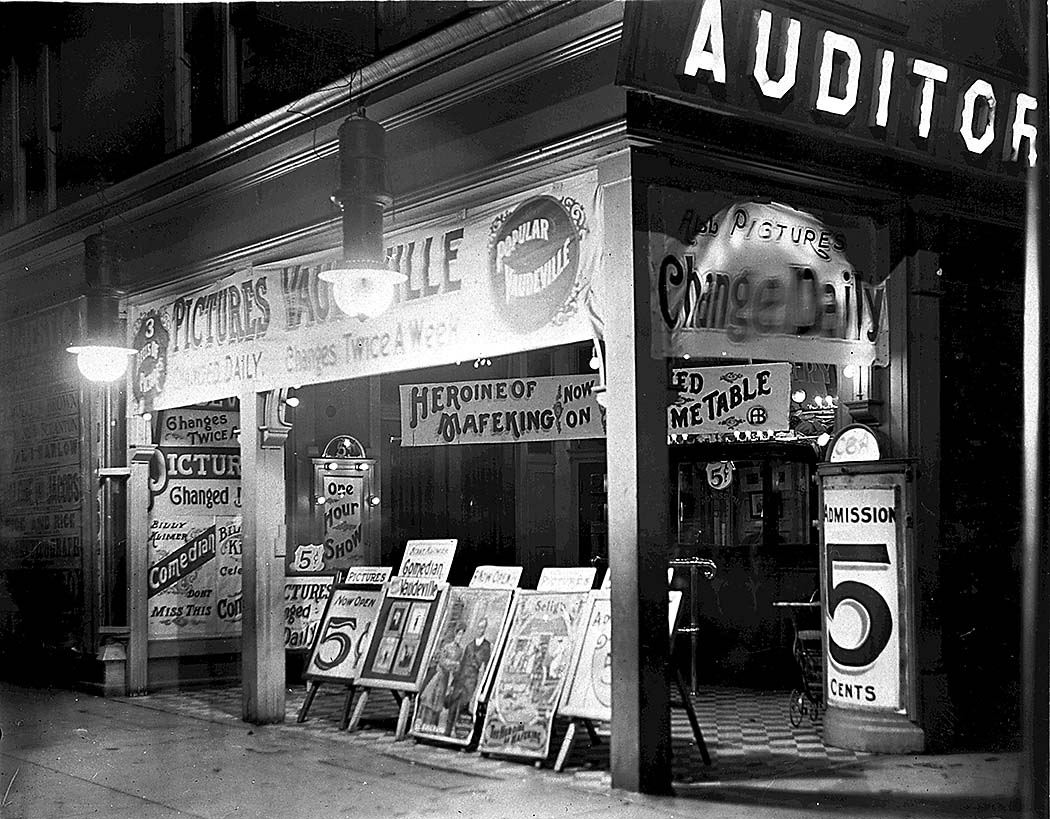
Um nickelodeon em 1910, com "The Heroine of Mafeking" e outros filmes em exibição.

Ainda que predominassem de 1905 a 1915, os Nickelodeon passariam a entrar em declínio com o aparecimento das longas-metragens e, em particular com The Birth of a Nation, em 1915. Contudo, o público de cinema aumentou consideravelmente, e os bilhetes passaram de cinco para dez cêntimos, em salas mais espaçosas e mais adequadas para a apresentação dos novos filmes.